# Свекофенська складчастість

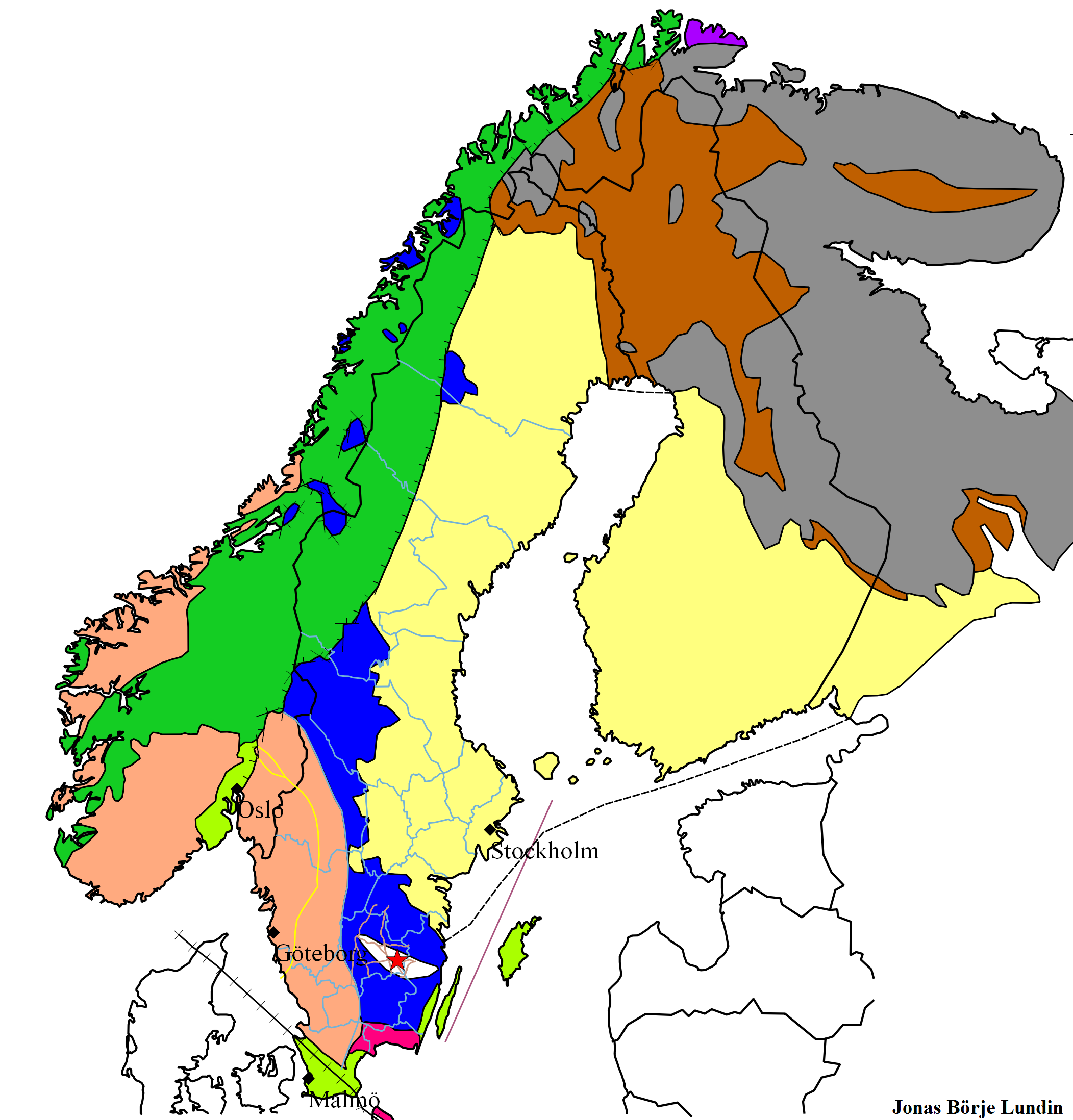
Геолгічна мапа Скандинавського півострова і Фенноскандії: Свекофенська складчастість позначена жовтим кольором. Сині області на заході – Трансскандинавський магматичний пояс. Світло-зеленим кольором шар'яжі, створені набагато молодшим каледонським орогенезом

Свекофенська складчастість або Свекофенський орогенез (рос. свекофеннская складчатость; англ. Svecofennian folding; нім. Svekofennische Faltung; від лат. Svecofennia — Швеція і Фінляндія) — низка споріднених орогенезів, результатом яких стало утворення більшої частини континентальної кори на території нинішніх Швеції та Фінляндії, а також деяких невеликих територій Росії. 
Орогенези відбувались приблизно від 2000 до 1800 мільйонів років тому під час палеопротерозойської ери. Цей орогенез відомий як свекофенський орогенез або свекофеніди. 

На заході та південному заході Свекофенська складчатість обмежується молодшим Трансскандинавським магматичним поясом. 

Науковці вважають, що найзахідніші окраїни свекофенського орогенезу були перероблені свеконорвезьким орогенезом так само, як і західні частини Трансскандинавського магматичного поясу. 

Свекофенське горотворення включало акрецію численних острівних дуг таким чином, що існуючий раніше кратон виріс разом із цим новим матеріалом від сучасного північного сходу на південний захід. Акреція острівних дуг також була пов'язана з двома іншими процесами, що відбувалися в той же період; утворення магми, яка потім охолоджувалася з утворенням магматичних порід і метаморфізмом гірських порід. 

## Розвиток орогенезу
Свекофенський орогенез розвинувся як послідовність чотирьох орогенезів (за хронологічною порядком): Лапландсько-Савоський, Фенський, Свекобалтійський і Північний. 

Субдукція мала чергування циклів розширення та стиснення, при цьому орогенна активність припиняється після зіткнення між Фенноскандійським і Сарматським кратонами. 

### Лапландсько-Савоський орогенез
До початку горотворення кратон архейського віку сьогоднішньої північно-східної Фенноскандії розколовся, створивши океанічний басейн, «досвекофенський океан», який потім закрився під час свекофенського горотворення. 
Закриття цього басейну було пов'язано з субдукцією і, таким чином, призвело як до утворення магматичних порід, так і до утворення офіолітів Йормуа та Оутокумпу приблизно 1950 мільйонів років тому. 

На пізніх етапах Лапландсько-Савоського орогенезу острівна дуга Кнафтеназазнала зазнала акреції до колажу Кейтеле-Карелія-Норрботтен.

### Фенський орогенез
Фенський орогенез починається із зіткненням між Кеїтеле і Карелією приблизно 1920–1910 мільйонів років тому, що призвело до реорганізації місцевої тектоніки плит. 
Як наслідок, мікроконтиненти Бергслагена зіткнулися з колажем Кейтеле-Карелія, поклавши початок Фенському орогенезу. 
 
1870 мільйонів років тому лінійна Фенська складчатість була «вигнута» через ортогональну зміну тектонічної напруги стиснення. 
Це призвело до виникнення різноманітних орокліналів навколо Ботнічної затоки. 

### Свекобальтійський орогенез
До власне Свекобалтійського орогенезу був період субдукції, спрямованої на північ, на території нинішньої південно-центральної Швеції та південної Фінляндії. Субдукція тривала з 1860 по 1840 мільйонів років тому і супроводжувалася магматичною діяльністю. 

Дві тенденції на півдні свекофенської складчастості по-різному накладалися у часі та просторі: розширення (1870–1840 мільйонів років тому) та колізія континентів (1870–1790 мільйонів років тому). 
ref name=Korjaetal2006/>
Магматична активність і метаморфізм на півдні Фінляндії поступово припинились після 1870 мільйонів років тому. 
Складчастість на півдні Фінляндії з горами та товстою континентальною корою поволі руйнувалась і на її місці були утворені короткочасні осадові басейни. 

Свекобалтійський орогенез зазнав відновлення, коли субдукція призвела до косого зіткнення Фенноскандського кратону із Сарматським кратоном. 

Згадані осадові басейни були зруйновані басейновою інверсією 1830 мільйонів років тому. 
Ця остання подія інверсії басейну була пов’язана з періодом метаморфізму у південній Фінляндії, пік якого припав приблизно 1820 мільйонів років тому. 

### Північний орогенез та подальший розвиток
Існують дві моделі щодо походження Пывнычного орогенезу: одна пропонує його як орогенез андського типу із субдукцією, але без акреції чи континентальної колізії, а інша – це, можливо, наслідки зіткнення Фенноскандського кратону з Амазонським кратоном. 

Свекофенська складчастість зазнала руйнаціїз 1790 — 1770 мільйонів років тому. 

Пізній магматизм, що відбувся за орогенезом, збігається в часі з раннім магматизмом Трансскандинавського магматичного поясу. 
Цей магматизм був значною мірою результатом анатексису, утворюючи мігматити та великі плутони. 
Іншою характеристикою пізнього магматизму є очевидна відсутність основного і проміжного складів серед магм, які майже всі є кислими. 

## Геологічні особливості

### Тектоностратиграфічні одиниці

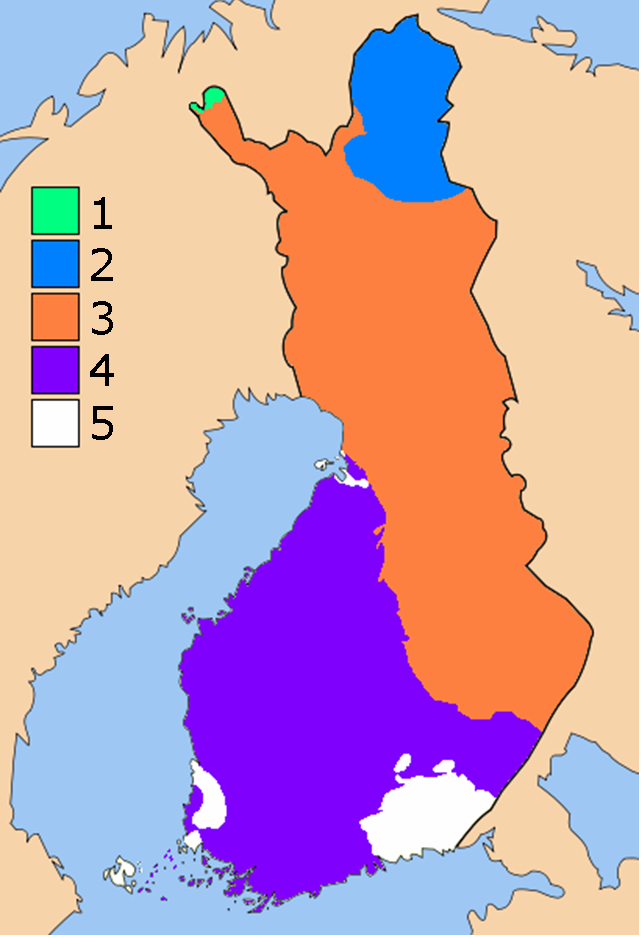
Карта, що показує великомасштабні геологічні одиниці Фінляндії. Свекофенський орогенез (4) показаний фіолетово-синім кольором. Старокарельська область (3) помаранчевого кольору. Ділянки, молодші за свекофенський орогенез, мають білий колір

Геолог Балтибаєв (2013) визначив такі террейни, що складають Свекофенський ороген (у дужках вказано місце): террейн Шеллефтео (басейн річки Шеллефтеельвен), ботнійський террейн (Вестерноррланд та Остроботнія), террейн П'юх'ясалмі (Північна Савонія) , Західний террейн (Євлеборг), Ладозький террейн (південна Фінляндія та кордон Росії) і Південний террейн (Бергслаген і Південна Фінляндія). 

Балтибаєв далі розрізняє зовнішню зону на північному сході та внутрішню зону на південному заході. Внутрішня зона характеризується карбонатно-лужними гранітоїдами І типу. 
Натомість зовнішня зона містить більше гранітоїдів S-типу. 
Існують відмінності між метаморфізованими відкладеннями, знайденими в двох зонах, у той час як зовнішня зона містить метаграуваки , а внутрішня зона містить метапеліти. 
За оцінками, породи зовнішньої зони утворилися 1890–1860 млн років тому, а гранітоїди внутрішньої зони – 1840–1790 млн років тому. 
Крім цих двох зон, Балтибаєв виділяє вузьку зону сполучення з архейськими комплексами між зовнішньою зоною та архейським кратоном на півночі та сході. 

Nironen and Mänttäri (2012) використовують терміни Центральний Свекофенський террейн та Південний Свекофенський террейн для приблизно тих самих районів, які Балтибаєв називає відповідно зовнішньою та внутрішньою зонами. 

Пояс Оскарсгамн-Єнчепінг — гранітоїдна область свекофенського орогенезу, повністю оточена породами Трансскандинавського магматичного поясу. 
Як випливає з назви, пояс Оскарсгамн-Єнчепінг простягається околиць Оскарсгамна на північний захід до району Єнчепінга. 

Було запропоновано, щоб пояс Оскарсгамн-Єнчепінг продовжувався під Східноєвропейською платформою у Литві. 

### Основні розломи та сутури
Межа свекофенського орогенезу з архейським «кольсько-карельським орогенезом» на північному заході складає сутурна зона Лулео-Куопіо. 

Правобічна зона зсуву Південної Фінляндії проходить через більшу частину південної Фінляндії у напрямку захід-схід. 